# 卡拉曼德拉纳
卡拉曼德拉纳（義大利語：Calamandrana），是意大利阿斯蒂省的一个市镇。总面积12.74平方公里，人口1769人，人口密度138.9人/平方公里（2009年）。ISTAT代码为005013。